# U.S. Men's Clay Court Championships 1996
L'U.S. Men's Clay Court Championships 1996 è stato un torneo di tennis giocato sulla terra rossa. È stata la 86ª edizione del U.S. Men's Clay Court Championships, che fa parte della categoria ATP World Series nell'ambito dell'ATP Tour 1997. Si è giocato a Pinehurst (Carolina del Nord) negli Stati Uniti dal 6 aprile al 13 maggio 1996.

## Campioni

### Singolare
Fernando Meligeni ha battuto in finale  Mats Wilander con il punteggio di 6–4, 6–2.

### Doppio
Pat Cash /  Patrick Rafter hanno battuto in finale  Ken Flach /  David Wheaton con il punteggio di 6–2, 6–3.